# Tofalarski Rejon Narodowy
Tofalarski Rejon Narodowy (ros. Тофала́рский национа́льный райо́н) – autonomiczna tofalarska jednostka administracyjna ZSRR istniejąca w latach 1939-1950 w ramach obwodu irkuckiego Rosyjskiej FSRR.
W 1939 rejon obejmował 1 sielsowiet, a w kolejnym roku 3. Do 1944 r. graniczył z Tuwińską Republiką Ludową.

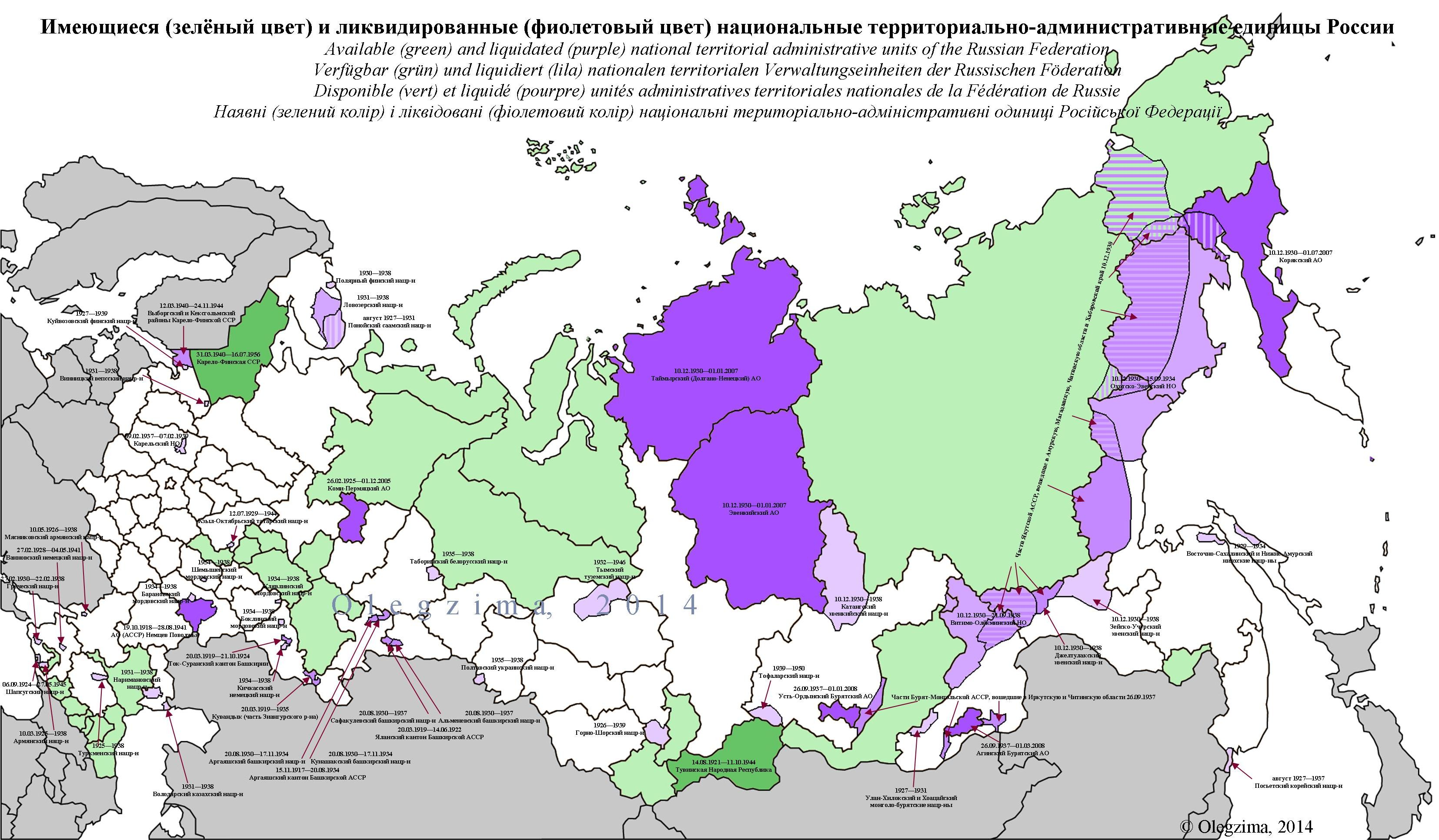
Mapa zlikwidowanych narodowych autonomii Rosji z zaznaczonym Tofalarskim Rejonem Narodowym w syberyjskiej części.